# Sršići
Sršići es una localidad de Croacia en el municipio de Malinska-Dubašnica, condado de Primorje-Gorski Kotar.

## Geografía
Se encuentra a una altitud de 162 m s. n. m. a 172 km de la capital nacional, Zagreb.

## Demografía
Para la fecha del censo 2011 la localidad se encontraba deshabitada.
| Gráfica de población de Sršići 1857-2011                            |
|                                                                     |
| Según los censos de población de la oficina estadística de Croacia. |